# أم الهوى
أم الهوى هي أحد قرى مدينة الحصن التي تقع في محافظة إربد وتقع القرية على منطقة سهلية.